# Antimelatoma buchanani
Antimelatoma buchanani là một loài của ốc biển săn mồi, là động vật thân mềm chân bụng sống ở biển trong họ Turridae.